# Maria
Maria, Đức mẹ Maria(Công giáo La Mã), hoặc gọi Mary, mẹ của Chúa Jesus, trinh nữ Mary(Tin Lành), là một phụ nữ người Do Thái quê ở Nazareth, thuộc xứ Galilea, sống trong khoảng những năm cuối thế kỷ I TCN đến đầu thế kỷ I CN. Theo Tân Ước và kinh Qur'an bà là mẹ của Giê-su. Các Kitô hữu coi Giêsu con trai bà là "Đấng Kitô" (nghĩa là Người được xức dầu), Con Thiên Chúa, Ngôi Lời nhập thể, trong khi người Hồi giáo coi Giêsu là Đấng Messiah, là vị tiên tri quan trọng nhất của Thiên Chúa gửi đến cho dân tộc Israel.
Trong Phúc âm Matthew và Phúc âm Luca, Maria được mô tả là một trinh nữ (tiếng Hy Lạp: παρθένος, parthénos. Theo truyền thống, các tín đồ Kitô hữu tin rằng bà mang thai và sinh ra Giêsu là do quyền năng của Chúa Thánh Thần. Người Hồi giáo tin rằng bà được thụ thai theo lời phán của Thiên Chúa. Việc mang thai này xảy ra khi bà - lúc đó còn là một thiếu nữ khoảng 14 tuổi (theo Cựu ước) - đã đính hôn với Giuse, và ông bà đang trong thời gian chờ hoàn thiện nghi thức kết hôn theo tập tục của người Do Thái. Sau khi biết bà Maria có thai, Thánh Giuse liền bỏ đi và trong đêm đó Thánh Giuse nằm mộng thấy Sứ Thần hiện ra và giải thích rằng thai ấy chính là Con Thiên Chúa, bà và Giuse cùng chuyển đến vùng Bethlehem, tại đây bà đã hạ sinh Giêsu.
Những lời đầu tiên mà kinh Tân Ước tường thuật về cuộc đời của bà Maria là biến cố truyền tin, theo đó, sứ thần Gabriel đã hiện ra với bà để báo tin rằng bà được Thiên Chúa chọn để làm Mẹ của Giêsu. Sau này, Tân Ước có một đôi lần nhắc đến người mẹ Giêsu trong một vài sự kiện khác. Một số truyền thuyết trong các giáo hội Kitô giáo còn cho rằng cha mẹ của Maria là Thánh Gioakim và Thánh Anna. Một số nguồn thông tin khác không thuộc quy điển Kinh Thánh có viết về sự qua đời và hồn xác lên trời của bà Maria.
Bà Maria đã sớm được tôn kính trong đức tin của Kitô giáo, đặc biệt là trong Giáo hội Công giáo Rôma và Chính Thống giáo Đông Phương. Họ gọi bà là Đức Mẹ hoặc Đức Bà. Trong Tin Lành và Hồi Giáo, Maria cũng được nhìn nhận với một vị trí đặc biệt. Trong một thời gian dài, bà Maria là chủ đề được ưa thích trong các tác phẩm hội họa, âm nhạc và văn học Kitô giáo. Ngày lễ mừng kính bà được Công giáo Rôma, Chính Thống Giáo Đông phương và Anh Giáo đồng cử hành là ngày 5 tháng 8. Ngoài ra, còn có thêm rất nhiều ngày lễ suy tôn bà Maria, tính theo những tước hiệu và sự kiện, được Giáo hội Công giáo mừng kính vào các ngày khác trong năm, như các ngày: 8 tháng 9 (Sinh Nhật Đức Mẹ) Giáo hội Công giáo, Chính Thống Giáo, Anh Giáo; 15 tháng 8 (Đức Mẹ hồn xác lên trời) Giáo hội Công giáo.

## Các nguồn đề cập tới Maria
- Phúc âm Luca là nguồn đề cập đến Maria nhiều nhất (12 lần), tất cả đều tường thuật trong thời thơ ấu của Giêsu (chương 1:27,30,34,38,39,41,46,56; chương 2:5,16,19,34).[6][7]
- Phúc âm Matthew đề cập đến bà Maria trong các chương 1:16,[8] chương 20,[9] chương 2:11[10] đều trong thời kỳ thơ ấu của Giêsu. Chỉ duy nhất một lần trong chương 13:55 là lúc Giêsu đang đi giảng dạy.[11]
- Phúc âm Mark chỉ đền cập đến bà một lần[12] và một lần khác đề cập đến người mẹ của Giêsu mà không nêu tên bà.[13]
- Phúc âm John nói về bà hai lần, nhưng không bao giờ đề cập đến tên của bà mà thường mô tả như là mẹ của Giêsu. Lần đầu tại tiệc cưới ở Cana (chương 2:1-12),[14] lần thứ hai đề cập đến bà khi đứng gần thập giá Giêsu chịu tử nạn (chương 19:25-26).[15]
- Sách Công vụ Tông đồ tường thuật bà Maria và những người môn đệ của Giêsu hội họp tại căn phòng kín sau khi ông lên trời (chương 1:14).
- Sách Khải Huyền chương 12:1 có đề cập "người phụ nữ mặc áo Mặt Trời" nhưng không hề liên hệ đến bà Maria. Tuy nhiên, các học giả Kinh Thánh liên hệ điều này và cho rằng đó chính là hình ảnh của Maria.[16]

### Trong Tân Ước

#### Gia đình và thời thơ ấu

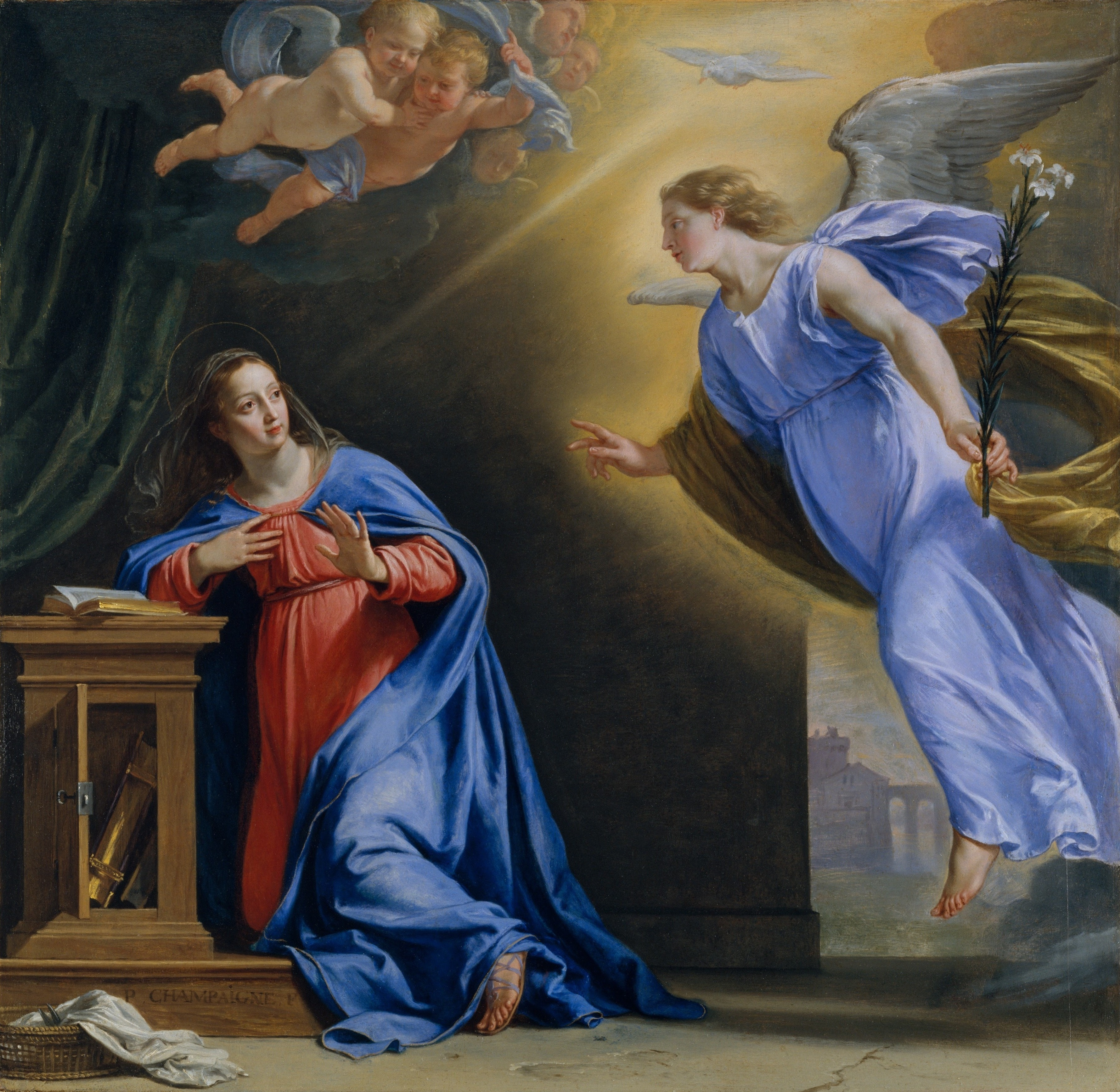
Thiên thần hiện đến cùng bà Maria để báo tin bà được chọn, (L' Annonciation) tranh của Philippe de Champaigne năm 1644

Tiểu sử về bà Maria được nói đến rất ít trong Tân Ước. Bà có họ hàng với bà Elizabeth (vợ của tư tế Zachariah) thuộc dòng dõi Aaron (Luca chương 1:5, chương 1:36). Theo phỏng đoán thì Maria sống cùng với cha mẹ tại Nazareth, xứ Galilea khi đã đính hôn với Giuse (Joseph), thuộc dòng dõi nhà David. Một số học giả bảo thủ không tin rằng, Giuse là con cháu Vua David (vì nhiều suy đoán hợp với phong cách ngôn từ và việc giới thiệu gia phả trong Phúc Âm Matthew). Trong thời gian đã hứa hôn (là thời kì đầu theo phong tục Do Thái), Maria được thiên sứ Gabriel đến báo tin rằng cô sẽ trở thành mẹ Đấng Messiah theo ý định của Thiên Chúa. Giuse chưa nhận ra việc mang thai của Maria là do quyền năng siêu nhiên của Chúa Thánh Thần nên tỏ ra hoài nghi và muốn rời bỏ Maria một cách kín đáo. Nhưng trong một giấc mơ, Giuse được thiên thần mách bảo đừng lo nghĩ mà hãy nhận Maria về làm vợ mình để hợp với lề luật Do Thái.
Khi được thiên thần báo tin về việc người chị họ Elizabeth mang thai lúc tuổi già, Maria vội vã đến thăm Elizabeth (Luca 1:39). Vừa đến nhà, Maria thiết tha gọi Elizabeth thì được Elizabeth đáp lời bằng câu: "Bởi đâu tôi được Thân Mẫu Chúa tôi đến với tôi thế này?" và họ đã đọc một bài Thánh ca Ngợi khen, được biết đến nhiều với cái tên Magnificat (Luca 1:46). Ba tháng sau, Maria quay trở về nhà mình. Theo Phúc âm Luca, một sắc lệnh của Hoàng đế La Mã Augustus quy định, Giuse phải cùng hôn thê mình về Bethlehem (gần Jerussalem) để đăng ký nhân khẩu. Khi họ đang ở Bethlehem, Maria đã sinh ra Giêsu và đặt đứa trẻ trong chiếc máng cỏ cho súc vật ăn vì họ không tìm được nhà trọ nghỉ chân. Sau tám ngày, con trẻ được cắt bì và được đặt tên là Giêsu, đúng như những gì Giuse được thiên thần chỉ dạy trong giấc mơ. Sau cuộc viếng thăm của ba nhà đạo sĩ Phương Đông, gia đình họ phải lánh sang Ai Cập. Khi Herodes Đại đế chết, họ mới quay trở về.

#### Trong cuộc đờiGiêsu
Năm 12 tuổi, trên đường từ Jerusalem trở về sau Lễ Vượt Qua, Maria và Giuse bị lạc mất Giêsu và họ tìm thấy Giêsu trong Đền thờ Jerusalem, đang trò chuyện cùng với các thầy tu ở đây. Sau khi Giêsu chịu phép rửa bởi Gioan Tẩy giả và bị ma quỷ cám dỗ trong hoang địa, Maria lại được biết đến trong một tiệc cưới ở Cana, khi đó, Giêsu đã làm phép lạ đầu tiên: biến nước lã thành rượu và bắt đầu công việc giảng đạo (Gioan 2:1-11).
Trong cái chết của Giêsu, Maria đứng cạnh người môn đệ Giêsu yêu quý, cùng với bà Maria vợ ông Clopas và bà Maria Magdalene (Gioan 19:25-26). Maria cũng là người đã ôm xác Giêsu sau khi hạ từ thập giá xuống, nhưng chi tiết này không được ghi chép trong Kinh Thánh, đó là một mô-típ nghệ thuật phổ biến gọi là "pietà" hoặc "piety" (nghĩa là Đức Mẹ Sầu Bi). Dựa theo Phúc âm Gioan thì nhiều Kitô hữu suy đoán rằng, sau khi Giêsu chịu chết thì bà Maria đã về nhà sống cùng Gioan - người môn đệ Giêsu yêu quý. Hai câu trong Tân Ước sau đây củng cố niềm tin này: "Khi thấy mẹ và môn đệ mình thương mến đứng bên cạnh, Đức Giêsu nói với mẹ rằng: "Thưa Bà, đây là con của Bà." Rồi Người nói với môn đệ: "Đây là mẹ của anh." Kể từ giờ đó, người môn đệ rước bà về nhà mình  (Gioan 19:26-27)

#### Sau khi Giêsu lên trời
Trong Sách Công vụ Tông đồ chương 1:26, bà Maria được nhắc lại trong sự kiện cùng với mười một tông đồ khác tụ họp trong căn phòng kín sau khi họ từ núi Ôliu trở về. Trong cuộc tụ họp này, họ đã tuyển chọn Mátthia thay thế cho Judas Iscariot trong nhóm mười hai. Một số suy đoán cho rằng "người đàn bà được tuyển chọn" đề cập trong thư thứ hai của Gioan chương 1:1 có thể là bà Maria. Từ thời điểm này, bà không còn được đề cập trong Kinh Thánh nữa, mặc dù một số học giả Thánh Kinh Công giáo cho rằng, "Người Phụ nữ" (và con Mãng Xà) trong Sách Khải Huyền chương 12:1 ám chỉ bà Maria.
Cái chết của bà Maria không được ghi lại trong Kinh Thánh. Tuy nhiên, truyền thống và giáo lý Công giáo lẫn Chính Thống giáo giả định rằng hồn và xác của bà đã được đem về thiên đàng. Niềm tin này phổ biến trong Giáo hội Công giáo cũng như Giáo hội Chính Thống giáo Đông phương và các giáo hội thuộc cộng đồng Anh giáo.

### Văn bản và truyền thống Kitô giáo sau này
Phúc âm Giacôbê (không được xem là một bộ phận của Tân Ước) còn cung cấp những tư liệu sau đây về Maria, và được Chính thống giáo Đông phương coi là hợp lý: Maria là con gái của Gioakim (Joachim) và Anna (Anne). Trước khi có thai Maria, Anna được coi là hiếm muộn. Khi Maria ba tuổi, họ đưa Maria đến sống trong Đền Thờ Jerussalem, điều này trùng hợp với sự kiện Hana đưa Samuel vào Lều Thánh được ghi trong Cựu Ước.
Thánh Truyền của Công giáo Rôma và Chính thống giáo Đông phương tin rằng, trong khoảng 13 đến 15 năm sau khi Giêsu lên trời thì Maria qua đời (có thể tại Jerussalem hoặc Êphêsô) trong sự chứng kiến của các Tông đồ. Sau đó không lâu, các Tông đồ mở hầm mộ Maria ra thì bên trong chẳng còn gì, và họ xác định rõ ràng rằng Maria đã được mang về Thiên Đàng cả hồn lẫn xác.

## Tôn kính Maria trong Kitô giáo

### Từ thế kỷ II tới thời Trung Cổ

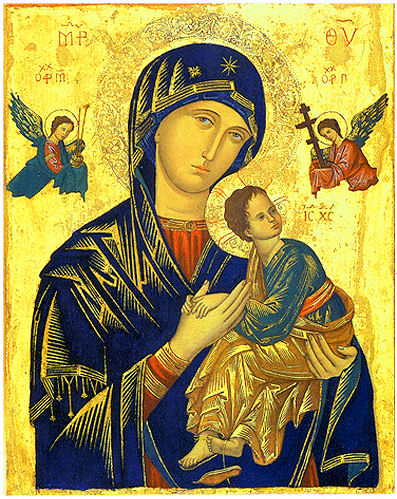
Dòng Chúa Cứu Thế là cộng đoàn nhận ủy thác của Tòa Thánh để cổ võ, phát huy một lòng sùng kính và biểu tượng Đức Mẹ Hằng Cứu Giúp, tranh khoảng năm 1499, Rome

Lòng sùng kính bà Maria trong Kitô giáo được bắt đầu từ thế kỷ thứ II. Đến thế kỷ thứ V, sau Công đồng Êphêsô I năm 431, việc sùng kính bà Maria được quy định cụ thể trong phụng vụ. Công đồng được tổ chức tại giáo hội ở Ephesus, là nơi được để hiến dâng cho Maria cả trăm năm về trước. Tại Ai Cập, việc sùng kính bà Maria bắt đầu vào thế kỷ thứ III, thuật ngữ Theotokos (Thánh Mẫu) được các giáo hội đã được sử dụng bởi Origen thành Alexandrian.
Kinh nguyện về Đức Mẹ được biết đến sớm nhất là Kinh Trông Cậy, xuất hiện từ thế kỷ thứ III (có lẽ là năm 270). Sau này bản văn của lời kinh này trên giấy cói được phát hiện lại vào năm 1917 ở Ai Cập.< Kể từ sau Sắc lệnh Milano năm 313, và đặc biệt là từ thời Trung Cổ, những hình ảnh nghệ thuật về Maria bắt đầu xuất hiện trong các nhà thờ, một số nhà thờ được xây dựng để tôn kính Đức Maria, điển hình là Vương cung thánh đường Đức Bà Cả ở Roma.
Vào thời Trung Cổ thì xuất hiện nhiều truyền thuyết về Maria bao gồm những truyền thuyết về bố và ông của Bà.

### Từ khi cải cách
Kể từ sau Cải cách Kháng Cách, việc sùng kính và tôn kính bà Maria đã có sự khác biệt theo từng giáo phái Kitô giáo. Ví dụ như các tín đồ Tin Lành thì việc sùng kính Maria rất ít nhưng đối với Chính Thống giáo Đông phương thì Maria được coi là nhân vật được tôn kính nhất, thậm chí còn được coi trọng hơn cả Cherubim và Seraphim.
Nhà thần học Chính Thống giáo Sergei Bulgakov có viết: "Tình yêu và sự tôn kính của Đức Mẹ Maria đồng trinh thiêng liêng là linh hồn của đạo giáo Chính Thống Đông phương. Một đức tin trong đó chúa Giê-su phủ nhận mẹ của Người là một đức tin khác, đều này có nghĩa là Maria và đức tin Chính Thống giáo Đông phương là một."
Tuy Giáo hội Công giáo Rôma và Chính Thống giáo tôn sùng và tôn kính Maria nhưng họ không coi Maria là thần thánh và cũng không có thờ lạy bà. Công giáo Rôma coi Maria ở dưới quyền Chúa Giê-su nhưng lại hơn mọi sự khác. Cùng quan điểm ấy, thần học gia Sergei Bulgakov viết tuy cách nhìn Chính Thống giáo về Maria là vượt hơn mọi sự vật và không ngừng cầu nguyện với Chúa qua Bà là trung gian nhưng Bà không thể thay thế đáng toàn năng là Chúa Giê-su. Ông còn viết: "Hãy tôn kính Maria nhưng chỉ thờ lạy mỗi mình Chúa". Công giáo Rôma dùng từ hyperdulia để chỉ sự tôn kính cho Maria thay vì chữ latria, chỉ dành cho Đức Chúa Trời và chữ dulia cho các Thánh. Các định nghĩa của ba thứ bậc latria, hyperdulia và dulia được phát nguồn từ hội đồng thứ hai của Nicaea vào năm 787.
Sự tận tình đối với nghệ thuật chân dung của Maria khác biệt đối với các nhóm đạo Chúa khác nhau. Từ xưa đến này giáo hội Rôma đã có truyền thống vẽ chân dung của Maria, có lẽ bức họa nổi bật nhất của nghệ thuật Công giáo là bức Madonna. Biểu tượng của Đức Mẹ đồng trinh trở thành biểu tưởng được tôn sùng nhất trong Chính Thống giáo. Giáo hội Rôma và Chính Thống giáo cả hai đều tôn sùng hình ảnh và biểu tưởng của Maria, vì hội đồng của Nicaea năm 787 cho phép sự tôn sùng vì họ tin rằng khi tôn sùng hình ảnh của ai thì thật ra đang tôn sùng người đó và vào năm 842 Synod của Constantinople ra luật tương tự đối với Chính Thống giáo. Tuy nhiên, Chính thống giáo sẽ tôn kính những biểu tượng về Maria hai chiều (như chân dung) chứ không tôn sùng hình ảnh ba chiều của Maria (như tượng).
Cách nhìn của Anh giáo thì nói chung trung dung hơn so với cách nhìn của các nhánh Tin Lành khác. Trong một quyển sách, nói về sự cầu nguyện với hình ảnh Maria, do Rowan Williams, tổng giám mục của Canterbury, viết: "Chúng ta không thể hiểu được Maria nếu không thấy Bà hướng đến Chúa Ki-tô; hơn nữa, chúng ta cũng không thể hiểu được Chúa Ki-tô nếu không thấy sự chú ý của ngài dành cho Bà."

### Các danh hiệu
Hầu như Công giáo và Chính Thống giáo đều dành cho bà Maria những danh hiệu tôn kính đặc biệt. Các danh hiệu phổ biến nhất của bà Maria là: Đức Mẹ, Mẹ Thiên Chúa, Maria, Đức Bà và Nữ Vương Thiên Đàng. Các giáo phái Tin Lành và Hồi giáo không nhìn nhận các danh hiệu này, họ chỉ gọi đơn giản là bà Mary, mẹ Giêsu. Công đồng Êphêsô I (năm 413) tuyên bố rằng: "không có gì ngại ngùng khi phải nói rằng, Đức Trinh nữ là Mẹ Thiên Chúa", để nhấn mạnh đặc tính: con của Maria là Giêsu Kitô, thực tế cũng là Thiên Chúa.

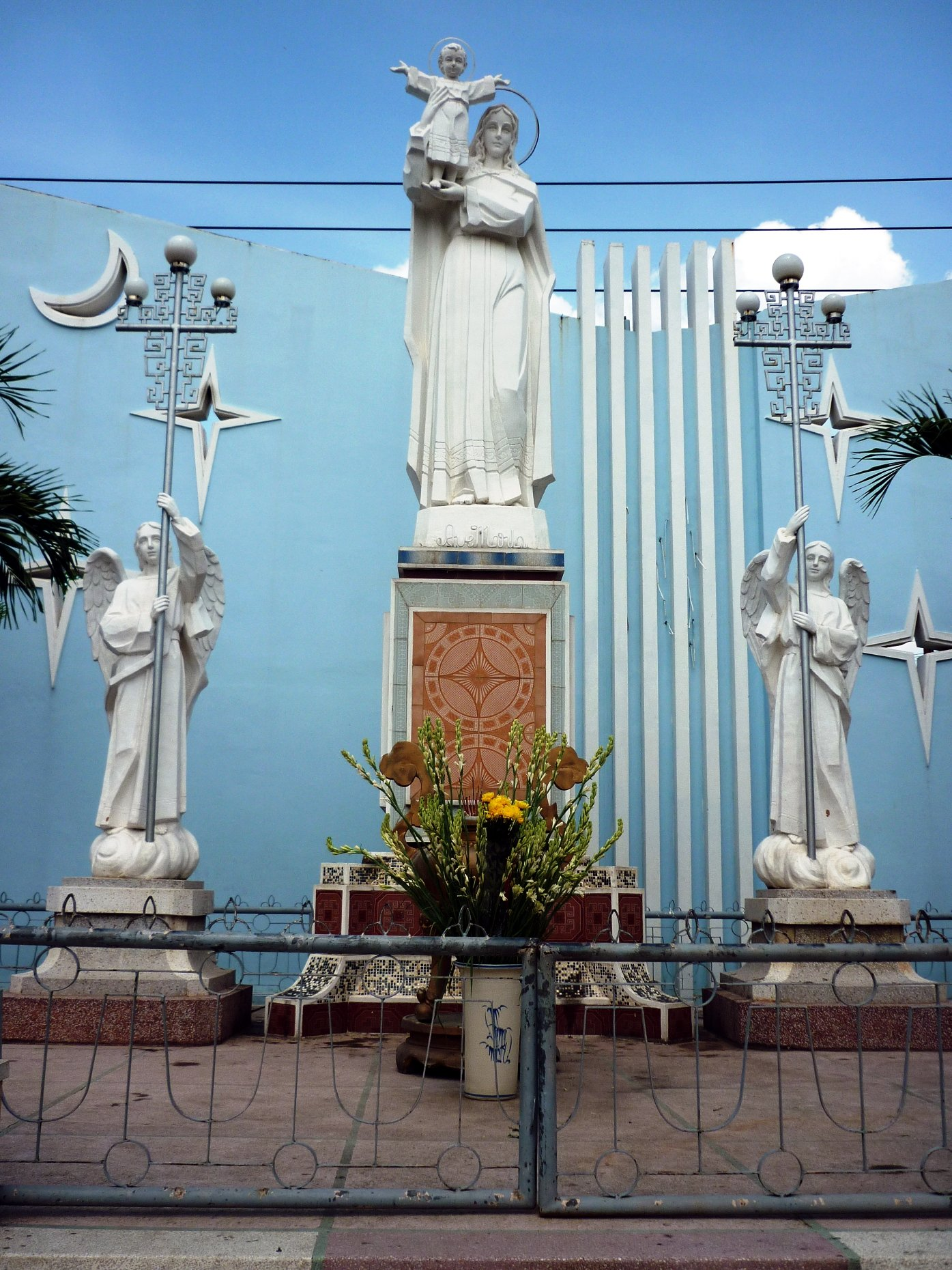
Tượng Đức Mẹ và hai Thiên thần

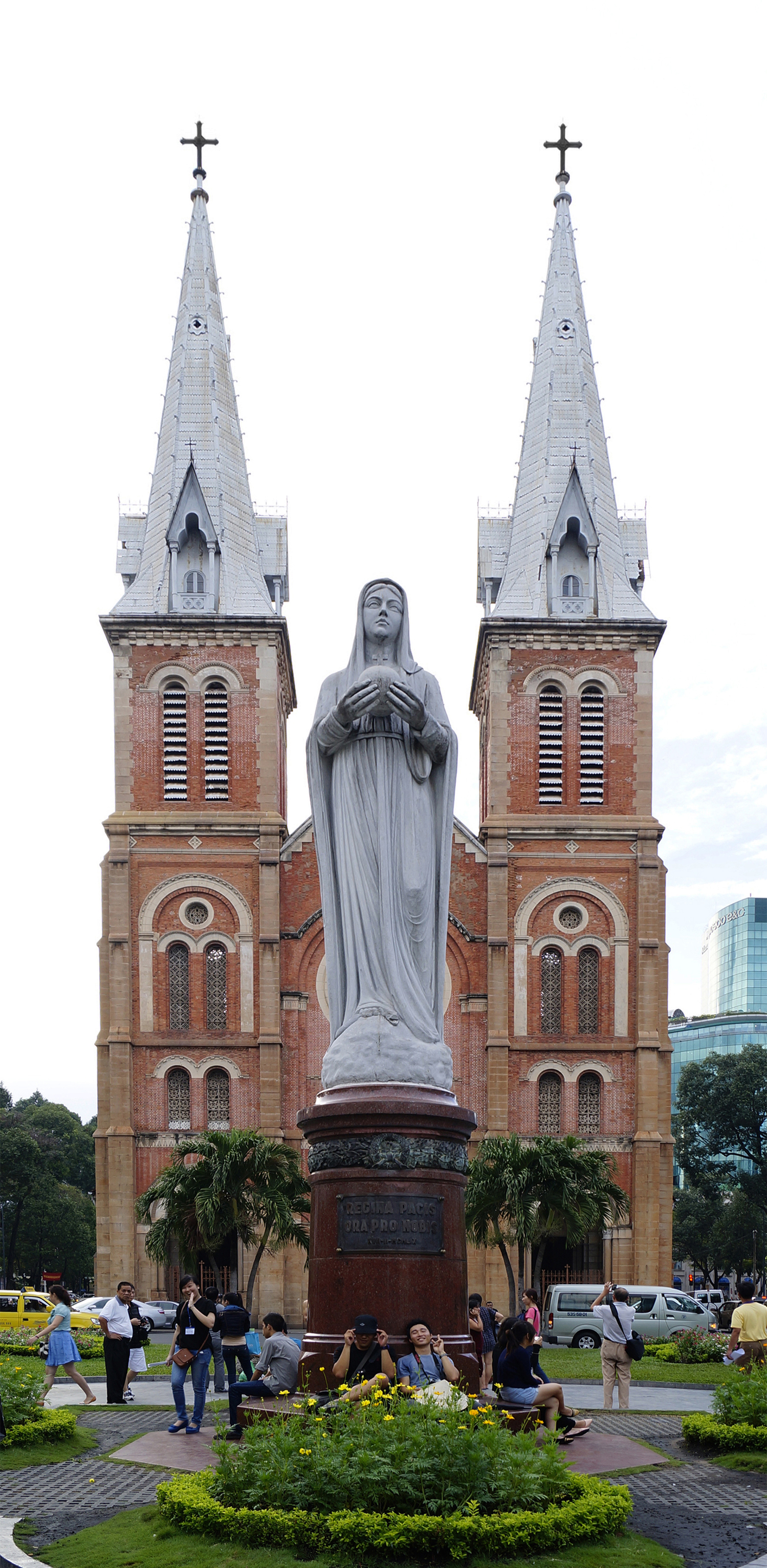
Tượng "Đức Mẹ Hòa Bình" (Regina Pacis) trước Nhà thờ Đức Bà Sài Gòn

Danh hiệu "Thánh Mẫu" được sử dụng vào buổi đầu Kitô giáo, vì Maria là mẹ của Giêsu - người đôi khi được gọi là "Vua muôn vua" do Giêsu thuộc dòng dõi vua David. Sự suy phục này lấy cơ sở từ Kinh Thánh Cựu Ước. Theo Sách Các Vua quyển I 2:19-20, mẹ vua Solomon là bà Bathsheba, được vua rất yêu mến và vinh danh. Và bà Maria được suy phục như thế.
Maria đôi khi cũng được gọi là Eva mới , làm nổi bật sự vâng phục của bà với Thiên Chúa (tương phản với sự bất tuân của Eva khi xưa). Trong nghệ thuật tạo hình, bà Maria cũng có một số danh hiệu như: Đức Mẹ Sầu Bi, Đức Mẹ Hằng Cứu Giúp, Nữ Vương Hòa Bình...
- Tước hiệu Mẹ Giáo hội: Công đồng Vatican II dành chương cuối cùng (Chương 8) trong hiến chế Lumen Gentium (Ánh Sáng Muôn Dân) để nói về Đức Maria, đây là hiến chế nói về Giáo hội.[43]
- Tước hiệu Maria, Mẹ Thiên Chúa (trích từ lời của bà Élisabét nói với Maria[44] Tước hiệu Mẹ Thiên Chúa vào thế kỷ thứ V đã gặp khó khăn khi giáo chủ Nestôriô chống đối. Công đồng Êphêsô với quyền chủ toạ của Giáo hoàng Ađrianô II, tuyên bố cắt chức giáo chủ Nestôriô và đánh đổ lạc thuyết của Ông. Công đồng Êphêsô đã tuyên xưng: " Maria là Mẹ Thiên Chúa, bởi vì Người cũng đã thực sự sinh ra Đấng-Thiên-Chúa-làm người".[45]
- Tước hiệu Đức Mẹ Maria "được gìn giữ khỏi nguyên tội" (Immaculata)hay còn gọi là "Đức Maria vô nhiễm nguyên tội": Tước hiệu này đã gây ra những cuộc tranh cãi kịch liệt vào thời trung cổ giữa các nhà thần học, cuối cùng Giáo hoàng Piô IX đã công bố thành tín điều vào năm 1854.[46]
- Tước hiệu Đức Mẹ Laus (tiếng Việt (tạm dịch): Đức Mẹ Hồ Lụa). Đây là một trong số nhiều tước hiệu mà người Công giáo dành cho Maria. Tước hiệu này xuất phát từ việc Đức Mẹ được cho là đã hiện ra từ năm 1664 đến 1718 ở Saint-Étienne-le-Laus, Pháp với sự chứng kiến của Benoite Rencurel - một mục đồng nhỏ tuổi. Cuộc hiện ra đã được công nhận ở cấp giáo phận vào ngày 18 tháng 9 năm 1665 và được Tòa Thánh chính thức công nhận vào ngày 5 tháng 5 năm 2008.[47][48]
- Tước hiệu Đức Mẹ La Salette (tiếng Pháp: Notre-Dame de La Salette), đây cũng là một trong những tước hiệu mà người Công giáo dùng để gọi Đức Mẹ Maria. Tước hiệu này bắt nguồn từ các cuộc hiện ra của Đức Mẹ được cho là đã xảy ra tại La Salette, Pháp với hai trẻ em là Maximin Giraud và Melanie Calvat.[49]
- Tước hiệu Đức Mẹ Guadalupe (Tiếng Tây Ban Nha: Nuestra Señora de Guadalupe) còn được biết với tên gọi Đức Trinh Nữ Guadalupe (Tiếng Tây Ban Nha: Virgen de Guadalupe) là một tước hiệu mà Giáo hội Công giáo Rôma dành cho Maria. Hai tài liệu, được xuất bản trong thập niên 1640, một bằng tiếng Tây Ban Nha, một bằng tiếng Nahuatl (ngôn ngữ của người dân Aztec), cùng thuật lại một câu chuyện xảy ra trong khi đi bộ từ ngôi làng của mình đến thành phố Mexico vào sáng sớm ngày 9 tháng 12 năm 1531 (Ngày hôm sau là Lễ Đức Mẹ Vô Nhiễm Nguyên Tội trong Đế quốc Tây Ban Nha),[50] nông dân Juan Diego thấy trên sườn đồi Tepeyac một cô gái chừng mười lăm mười sáu tuổi, được bao quanh bởi hào quang ánh sáng. Nói chuyện với anh ta bằng ngôn ngữ địa phương Nahuatl, Bà đã yêu cầu Juan Diego đi nói với giám mục xây dựng một nhà thờ ngay tại nơi đó. Từ những lời nói của bà, Juan Diego nhận ra đó chính là Maria. Diego đã kể lại câu chuyện của mình với Tổng Giám mục người Tây Ban Nha, Fray Juan de Zumárraga, người đã yêu cầu ông quay trở lại đồi Tepeyac để nói với người phụ nữ lạ là hãy cho một dấu hiệu để chứng minh. Dấu hiệu đầu tiên mà bà tỏ ra là việc chữa lành bệnh tật cho người chú của Juan. Đức Trinh Nữ nói với Juan Diego hãy leo lên đồi Tepeyac và hái những bông hồng. Mặc dù lúc đó đang là tháng 12 đã rất muộn so với mùa hoa nở nhưng Juan Diego đã tìm thấy những bông hoa hồng Castilian trên đỉnh đồi cằn cỗi, không có nguồn gốc từ Mexico. Đức Trinh Nữ yêu cầu ông sắp xếp những bông hồng vào trong chiếc áo choàng tilma dệt bằng sợi xương rồng của mình. Điều kỳ lạ xảy ra khi Juan Diego mở áo choàng trước khi sự chứng kiến của giám mục Zumárraga vào ngày 12 tháng 12, những bông hoa rơi xuống sàn nhà nhưng ở vị trí đó lại xuất hiện hình ảnh của Đức Trinh Nữ Guadalupe một cách kỳ diệu được in trên vải.[51]
- Tước hiệu Đức Mẹ Akita là một tước hiệu của Đức Maria. Tước hiệu này bắt nguồn từ báo cáo về các cuộc hiện ra của Đức Mẹ vào năm 1973 bởi chị Agnes Katsuko Sasagawa ở Yuzawadai, gần thành phố Akita, Nhật Bản. Các thông điệp nhấn mạnh đến việc cầu nguyện và sám hối. Sasagawa nói rằng Maria nói: "Hãy cầu nguyện rất nhiều bằng lời cầu nguyện của Kinh Mân Côi, Chỉ một mình Mẹ có thể cứu con khỏi thiên tai sắp tới. Những người đặt niềm tin nơi Mẹ sẽ được cứu".[52][53][54]

### Các ngày lễ kính
Các ngày lễ lớn đầu tiên liên quan đến bà Maria là ngày Lễ Đức Mẹ dâng Giêsu trong đền thánh (Lễ Nến) có từ thế kỷ thứ V, được tính theo ngày Lễ Giáng Sinh. Quan điểm này xuất phát từ việc Phúc Âm Luca (2:22-40) kể rằng, 40 ngày sau khi Giêsu giáng sinh, bà Maria đã đem con trẻ vào đền thờ Jerusalem để tận hiến theo phong tục của người Do Thái. Ngày nay, lễ này rơi vào ngày 15 tháng 2 (lịch Gregory) hoặc 2 tháng 2 (lịch Julian).
Theo thời gian, Kitô giáo xuất hiện nhiều ngày lễ gắn liền với sự kiện hoặc danh hiệu bà Maria cùng những việc thực hành tôn giáo kèm theo. Nhìnn chung, Giáo hội Công giáo Rôma có nhiều ngày lễ và nghi thức liên quan đến bà Maria hơn các nhánh Kitô giáo khác. Đặc biệt, một số ngày lễ có liên quan đến các sự kiện lịch sử cụ thể, ví dụ như Lễ Đức Mẹ Chiến Thắng được dựa trên sự thắng lợi của Nhà nước Giáo hoàng trong trận Lepanto năm 1571.
Sự khác biệt trong những ngày lễ về bà Maria cũng có thể bắt nguồn từ các vấn đề tín lý. Chẳng hạn, Lễ Đức Mẹ Hồn Xác Lên Trời là một ví dụ như vậy. Trong khi Công giáo cử hành lễ này trong ngày giả định là 15 tháng 8 thì một số nhánh Kitô giáo Đông phương cử hành ngày 28 tháng 8 (vì theo lịch Julian). Các giáo hội Tin Lành thì hầu như không hề có một ngày lễ nào về bà Maria.

### Giáo lý Kitô giáo liên quan
Theo học thuyết giáo lý Kitô giáo, Maria vẫn còn là một trinh nữ ít nhất là cho đến khi Giêsu được sinh ra (Mátthêu 1:25 và Luca 1:34-35). Hầu hết các giáo phái Tin Lành không tin Maria vẫn còn đồng trinh sau khi sinh của Giêsu vì sau đó bà còn sinh ra những người khác. Nhưng Công giáo Rôma, Chính thống phương Đông và một bộ phận Anh giáo vẫn tin Maria đồng trinh suốt phần còn lại của mình vì bà chỉ sinh duy nhất Giêsu mà thôi.
Các giáo hội Kitô giáo dạy nhiều học thuyết khác nhau liên quan đến Maria, và bà là chủ đề của nhiều cuộc tranh luận. Có cả một bộ phận thần học Kitô giáo liên quan đến Maria được gọi là Mariology (Thánh Mẫu học). Những quan niệm cơ bản là việc mang thai Giêsu của bà được tin là do quyền năng Chúa Thánh Thần, và để ứng nghiệm lời tiên tri Isaiah rằng: "Một trinh nữ sẽ sinh một con trai và được gọi là Emmanuel" ("Thiên Chúa ở cùng chúng ta").
Công giáo Rôma, Anh giáo và Chính Thống giáo tôn kính với tước hiệu bà là "Mẹ Thiên Chúa" (Theotokos), người được Thiên Chúa ban ân sủng đặc biệt. Công giáo tin rằng, bà đã được sinh ra mà không có tội nguyên tổ, không có tội khi đang sống, cuộc sống ở trần gian là được Thiên Chúa chuẩn bị sẵn, khi hoàn tất thì cả hồn và xác được vào Thiên Đàng. Một số giáo phái Tin Lành bảo thủ không đề cập đến Maria trong học thuyết của họ. Maria cũng giữ một vị trí đáng tôn kính trong đạo Hồi.
| Học thuyết            | Giáo hội thực hành                                                                      | Chấp nhận |
| --------------------- | --------------------------------------------------------------------------------------- | --- |
| Mẹ Thiên Chúa         | Công đồng Êphêsô, 431                                                                   | Công giáo Rôma, Chính thống giáo Đông phương, Anh giáo, Lutheran, Giám lý                                     |
| Đồng trinh sinh Giêsu | Công đồng Nicaea I, 325                                                                 | Công giáo Rôma, Chính thống giáo Đông phương, Anh giáo, Kháng Cách, Mặc Môn                                   |
| Hồn xác lên trời      | Văn kiện Munificentissimus Deus (Thiên Chúa vô cùng vinh hiển) Giáo hoàng Piô XII, 1950 | Công giáo Rôma, Chính thống giáo Đông phương, vài nhóm Anh giáo, vài nhóm Lutheran                            |
| Vô nhiễm nguyên tội   | Văn kiện Ineffabilis Deus (Thiên Chúa bất khả ngộ) Giáo hoàng Piô IX, 1854              | Công giáo Rôma, vài nhóm Anh giáo, vài nhóm Lutheran, trước Martin Luther                                     |
| Đồng trinh trọn đời   | Công đồng Constantinople II, 533 Smalcald Articles, 1537 (Tiên sự và chính sự)          | Công giáo Rôma, Chính thống giáo Đông phương, vài nhóm Anh giáo, vài nhóm Lutheran Martin Luther, John Wesley |

## Cách nhìn về Maria

### Cái nhìn từ các nhánh Kitô giáo

#### Công giáo Rôma
Trong Giáo hội Công giáo Rôma, bà Maria được tôn vinh là "Đầy Ơn Phúc" (từ tiếng Latinh: beatus) nhằm công nhận rằng bà được lên thiên đàng ngự gần Thiên Chúa và có khả năng can thiệp, cầu thay nguyện giúp cho những người cầu nguyện với bà. Nhưng Giáo lý Công giáo minh định rõ ràng rằng bà Maria không được coi là có quyền phép như Thiên Chúa và lời cầu nguyện của loài người thì không phải do bà đáp ứng, mà là do Thiên Chúa đáp ứng. Bốn tín điều quan trọng của Công giáo về bà Maria: Mẹ Thiên Chúa, đồng trinh trọn đời, vô nhiễm nguyên tội, hồn xác lên trời.
Maria có một vai trò trung tâm trong giáo lý, niềm tin và thực hành tôn giáo của Công giáo Rôma hơn trong bất kỳ nhóm Kitô giáo khác. Trong nhiều thế kỷ, người Công giáo đã thực hiện các hành vi tận hiến và uỷ thác cá nhân, tổ chức của họ cho bà Maria vì họ tin rằng bà sẽ hướng dẫn trong sự hoạt động của họ. Những thực hành tôn giáo chủ yếu của họ liên quan đến bà Maria là: đọc Kinh Mân Côi, đeo Áo Đức Bà và hành hương đến các linh địa Maria. Đặc biệt, Tháng Năm và Tháng Mười là truyền thống mà các tín đồ Công giáo đẩy mạnh sự tôn kính bà Maria. Nhiều vị giáo hoàng đã ban hành các thông điệp khuyến khích lòng sùng mộ và tôn kính Maria.
Truyền thống Công giáo cũng cho rằng bà Maria có công trạng trong công trình cứu rỗi của Giêsu (đồng công cứu chuộc) nhưng không định quan điểm đó là một học thuyết.

#### Chính Thống giáo Đông phương

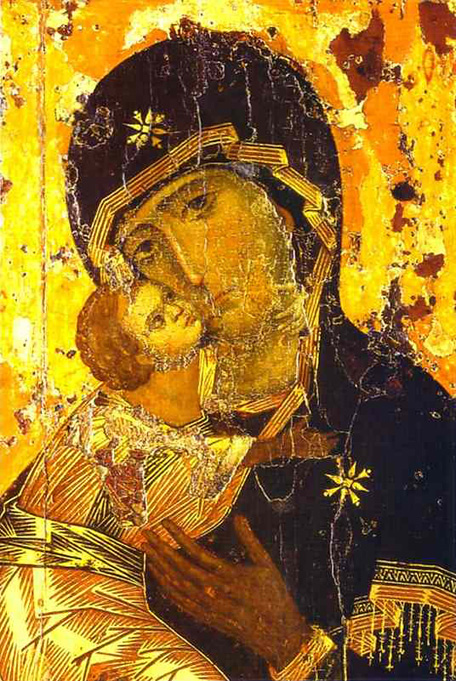
Đức Mẹ Vladimir, một trong những bức họa linh thiêng nhất về Theotokos (Theotokos là tiếng Hy Lạp có nghĩa là Đức Mẹ).

Chính thống giáo Đông phương gồm có một số lượng truyền thống lớn về Đức Mẹ, Theotokos. Chính Thống giáo tin rằng bà đã và vẫn là trinh nữ trước và sau khi chúa Giê-su sinh ra. Cái tên Theotokia (hay còn gọi là thánh ca Maria) là một phần thiết yếu của tĩnh tâm trong Chính Thống giáo và sự tôn sùng của họ đã làm cho Theotoko trở thành nhân vật quan trọng nhất chỉ sau chúa Giê-su. Trong truyền thống Chính Thống giáo, các cấp bậc của các thánh bắt đầu từ trên xuống thấp như sau: Theotoko, thiên thần, tiên tri, tông đồ, các Cha, Thánh tử đạo... Đức Mẹ được xếp bậc cao hơn cả thiên thần. Đức Mẹ còn được tôn vinh làm "Đức Mẹ của các thiên thần."
Quan điểm của Giám mục giáo hội vẫn giữ một vai trò quan trọng trong quá trình hình thành cách nhìn về Maria của Chính Thống giáo. Tuy nhiên, quan điểm Chính Thống giáo về Đức Mẹ là từ các bài thánh ca ngắn (tiếng Anh" Doxology") thay vì có tính chất học thuật: những quan điểm của họ được trình bày qua những bài thánh ca, ca tụng, thơ tế lễ và sự tôn sùng của các biểu tượng. Một trong những bài thánh ca được nhiều người yêu thích nhất là Akathist, nó được hiến dâng tới Maria và nó nhiều khi còn được gọi là Bài thánh ca Akathist. Năm trong mười hai đại lễ của Chính Thống giáo dùng để ăn mừng tôn sùng Maria. Ngày lễ Chính Thống giáo trực tiếp liên kết danh tính Đức Mẹ như Đức Mẹ của đức Chúa trời còn với biểu tượng tôn sùng. Các lễ Chính Thống giáo khác cũng có liên kết với những mầu nhiệm của biểu tượng của Theotoko.

#### Tin Lành
Cộng đồng Tin lành tin có sự hoài thai Giêsu một cách mầu nhiệm của bà Maria, nhưng cho rằng bà Maria chỉ đồng trinh cho đến khi sinh Giêsu, sau đó không còn đồng trinh nữa. Thậm chí một số phái Tin lành cho rằng Kinh Thánh nói bà Maria sau khi sinh Giêsu còn sinh cho ông Giuse một số người con một cách bình thường như các phụ nữ khác. Họ đã trích dẫn những câu Kinh Thánh nói về việc bà Maria có con thêm với ông Giuse, như trong Phúc âm Mátthêu (13:55-56) có nói: "... Anh em Ngài (Giêsu) có phải là Giacô, Giosep, Simson, Giuđa ?", hoặc sách Giăng (2:12) còn nói rõ hơn: "Sau việc đó, anh em và môn đệ Ngài (Giêsu) đều xuống thành Ca-bê-na-um". Do vậy, Tin Lành chỉ dành sự quan tâm bà Maria về vị trí là mẹ trần thế của Giêsu chứ không tôn sùng bà Maria như Công giáo. Bà Maria chỉ có công sinh và nuôi dạy Giêsu, chứ không phải là mẹ thần tính của Thiên Chúa.

### Hồi giáo

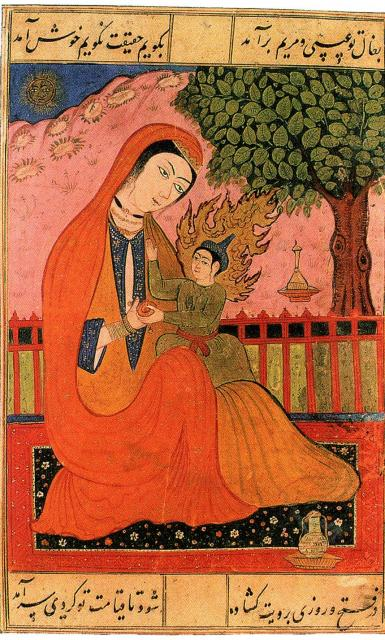
"Trinh nữ Maria và Giêsu", tiểu họa cổ của Ba Tư

Maria cũng được ghi nhận như là một phụ nữ có vị trí đặc biệt và vinh dự trong Hồi giáo. Có thể nói rằng, Maria được đề cập trong Kinh Qur'an nhiều hơn trong Tân Ước. Tên bà được nhắc đến 34 lần trong Chương III của Kinh Qur'an, hơn cả số lần trong Kinh thánh. Có cả một chương "Mẹ Maria" (Mariam) được các tín đồ Hồi giáo diễn tả là chương hay nhất trong toàn bộ kinh Qur'an. Maria là phụ nữ duy nhất được nêu đích danh trong Kinh Qur'an. Chương III trong kinh Qur'an là chương Imran, theo tên của Cha bà Maria. Đây là chương duy nhất có nói đến thân phận của một người phụ nữ ở kinh Qur'an. Trong Hồi giáo, bà xuất hiện với địa vị là mẹ của "tiên tri Giêsu". Kinh Qur'an nói về việc Maria dâng mình trong Đền thờ Giêrusalem, về lễ tẩy trần, về cuộc truyền tin, về sự trinh thai và về việc sinh Giêsu. Maria được Hồi giáo nhận biết và tôn kính là người được thánh hóa và cao trọng nhất trong các phụ nữ, và là sự hoàn hảo tâm linh: "Các thiên thần nói: Maria! Thiên Chúa đã chọn bà và thanh tẩy bà – chọn bà hơn hẳn các phụ nữ ở mọi quốc gia" và "Maria! Xin thờ lạy Thiên Chúa: Xin phủ phục, và quỳ gối (khi cầu nguyện) với những người cùng quỳ gối".
Điều ngạc nhiên đối với nhiều người Công giáo là Hồi giáo chấp nhận "sự đồng trinh trọn đời" của Maria, gián tiếp có nghĩa là Vô nhiễm Nguyên tội – hai tín điều chính về Maria của Công giáo. Trong kinh Qur'an, bà Maria được nhận biết là thụ tạo duy nhất không mắc Tội Tổ Tông từ trước khi làm người, được giữ thoát khỏi mọi tội suốt cả đời. Trong lời cầu nguyện của Maria trong kinh Qur'an: "Lạy Chúa, con dấn thân phục vụ Ngài từ trong lòng con. Xin Ngài thương nhận. Chỉ mình Ngài lắng nghe và thấu suốt mọi sự". Và khi Maria sinh Chúa Con, Maria nói: "Lạy Chúa, con được gọi là mẹ của Người. Xin bảo vệ con và con cháu khỏi Satan... và xin Con Chúa chấp nhận con".
Ở phần khác, kinh Qur'an viết: "Thiên thần nói: Hỡi Cô Maria, Allah đã chọn Cô và thanh tẩy Cô. Ngài đã chọn Cô hơn hẳn các phụ nữ khác. Hỡi Cô Maria, hãy tận hiến cho Thiên Chúa".
Kinh Qur'an nói về sự đồng trinh của Maria: "Đối với các tín hữu, Thiên Chúa thiết lập một tấm gương" và "Maria... người đã giữ mình đồng trinh và nơi cung lòng ấy, chúng ta hít thở Chúa Thánh Thần; Đấng đã làm Mẹ tin Lời Chúa và Kinh thánh, đồng thời rất đạo hạnh".
Một số niềm tin tương đồng và dị biệt về Maria giữa Công giáo và Hồi giáo.
| Công giáo | Hồi giáo                                                                                              |
| --- | --- |
| Là mẹ Thiên Chúa: Vì tin rằng Giêsu vừa là Thiên Chúa, vừa là con người, nên mẹ của Người cũng là mẹ của Chúa | Mẹ của tiên tri Giêsu: Vì không tin Giêsu là Thiên Chúa làm người, mà chỉ là một nhà tiên tri mà thôi |
| Trọn đời đồng trinh: Giuse là hôn phu, nhưng Maria vẫn đồng trinh trọn đời                                    | Trọn đời đồng trinh: Sau khi sinh hạ tiên tri Giesu sống suốt đời đồng trinh                          |
| Người nữ được nhiều ơn phúc nhất vì cưu mang Giêsu                                                            | Người nữ được nhiều ơn phúc nhất vì cưu mang Giêsu                                                    |
| Là người nữ Cao trọng nhất trên thiên đàng                                                                    | Cao trọng nhất trên thiên đàng                                                                        |
| Cả hồn và xác đều được lên trời                                                                               | Chết và được chôn như người bình thường                                                               |
| Vô nhiễm nguyên tội                                                                                           | Không tin vào nguyên tội, vì thế không có khái niệm Vô nhiễm nguyên tội                               |

## Hình ảnh Maria trong nghệ thuật

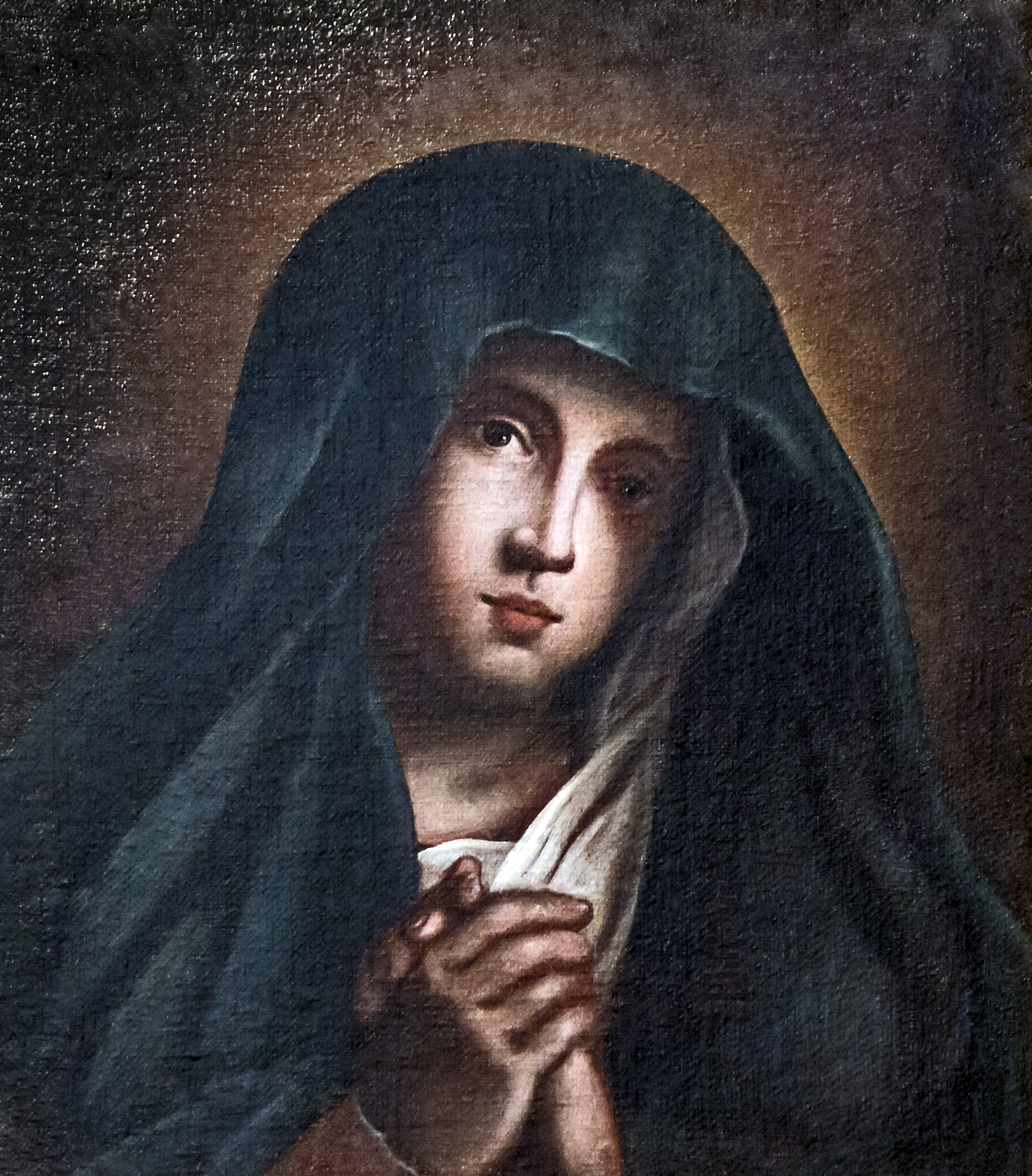
"Đức Mẹ Sầu Bi" (The Madonna in Sorrow), tranh của Sassoferrato, thế kỷ XVII

Hình ảnh xưa nhất về Maria mà ngày nay vẫn còn chính là bức tranh ở trong khu mộ của Priscilla, đường Salaria (Rôma). Bức bích họa này đã có từ đầu thế kỷ thứ II hoặc từ cuối thế kỷ thứ nhất, trình bày Đức Maria ngồi ẵm trẻ Giêsu, bên cạnh ngài có ai đó như một vị ngôn sứ, một tay cầm cuốn sách, một tay chỉ vào ngôi sao trên đầu Đức Maria.
Ba bức tranh khác cũng vẽ Đức Maria nằm trong cùng khu mộ Priscilla có niên đại khoảng từ thế kỷ thứ II đến thế kỷ thứ III: một bức ở trên mộ của một trinh nữ Kitô giáo vẽ Đức Maria ẵm Chúa Hài đồng. Bức hình này trình bày Đức Maria như tiêu biểu và khuôn mẫu của sự đồng trinh. Một bức khác vẽ hoạt cảnh các đạo sĩ đến viếng thăm Bêlem; bức còn lại nằm trong số các tranh Truyền tin ít được biết đến hơn. Các hình ảnh tương tự khác có niên đại từ trước thế kỷ thứ V xuất hiện ở trong khu mộ Domitilla, Callistô, mộ của ba thánh Phêrô, Marcellô và thánh Anrê. Trong đó có bức có hình các mẫu tự của chữ Kitô chồng lên nhau ở cả hai mặt của bức tranh; những chữ đó được vẽ quay về phía Chúa hài đồng.
Tranh vẽ và tượng Đức Maria thời kỳ đầu tiên của Kitô giáo thường mô tả quan hệ của Đức Maria với Giêsu trong tư cách là một trinh nữ và là mẹ của người. Những quan hệ ấy thường được nói đến trong tin mừng qua nhiều hoạt cảnh từ hoạt cảnh truyền tin đến hoạt cảnh Đức Kitô bị đóng đinh hay được mai táng. Việc công đồng Êphêsô (431) định tín Đức Maria là Mẹ thiên chúa chống lại Nestoriô đã dẫn đến một hình ảnh mới của Đức Maria trong nghệ thuật. Ban đầu nó xuất hiện ở Đông phương sau đó lan sang Ý, Tây Ban Nha và xứ Gaul. Thay vì được trình bày theo những hoạt cảnh được mô tả trong tin mừng, Đức Maria thường được miêu tả như nữ hoàng thiên quốc, cao sang trong y phục dát vàng ngồi uy nghi trên ngai.
Maria trong nghệ thuật Byzantin được nghệ thuật Rôma tiếp thu nhưng thay vì vẽ Đức Maria trong tư thế cầu nguyện với hai tay giơ lên cao, các họa sĩ và điêu khắc gia Tây Phương thường hay trình bày Đức Maria như "Tòa đấng khôn ngoan". Đây không phải là cách diễn tả những tín lý mới về Đức Maria. Các nghệ sĩ Tây phương đã bỏ những đường nét Á châu lạnh lùng để trình bày hình ảnh Đức Maria một cách dịu dàng hơn, có tính con người hơn.
Trong kiến trúc Gothich, người ta thường trình bày Đức Maria là "Mẹ Đấng Cứu Chuộc" cho thấy lòng thương xót của Chúa cứu thế cũng như của mẹ Người, đấng đồng công cứu chuộc. Lối nghệ thuật ấy tương ứng với thời đại đức tin, khi mà Hội thánh chăm lo canh tân đời sống và kỷ luật trong nội bộ. Đến thời kỳ Phục Hưng, chủ đề "Đức Mẹ và Chúa Hài Đồng" được khai thác đặc biệt nhờ những tên tuổi lớn như Fra Angelico, Leonardo da Vinci, Raphael, Lippi, Botticelli, Correggio, Dolci, Perugino, Titian và Verrocchio ở Ý; Van Eyck, Memling và Rubens ở Flanders; hay như Holbein Trẻ và Durer ở Đức.
Trong nghệ thuật Barốc, chủ đề tiêu biểu là Đức Maria "người chiến thắng Satan". Còn trong thời hiện đại, chủ đề về Maria được khai thác chủ yếu là "đấng trung gian ân sủng", chủ đề ấy các được ưa chuộc khi người ta liên kết Đức trinh nữ với những mạc khải đã được Hội thánh công nhận ở La Salette, Lộ Đức và Fatima.

## Hình ảnh Maria trong văn chương
Maria đã trở thành nguồn cảm hứng cho nhiều tác giả trong nền văn chương thế giời, kể cả ở các nước phương Đông và Hồi giáo. Chaucer đã viết rất nhiều vần thơ ca ngợi Đức Maria. Trong toàn bộ tác phẩm của ông (gồm 29 tiểu phẩm có tựa đề "Troilus and Cressida" và 23 câu chuyện thành Canterbury) có đến 500 vần thơ đề cập đến Đức Maria. Gần 1 nửa số đó nằm trong tác phẩm "The prioress's Tale" (Câu chuyện về Nữ tu viện trưởng). Bài thơ "A.B.C" được viết vào khoảng năm 1936 được viết theo kiểu mỗi khổ thơ bắt đầu bằng một mẫu tự trong bảng chữ cái, trình bày những đức tính của Đức Maria.
Ngoài ra trong số các thi sĩ người Anh viết về Đức Maria còn có Richard Crashaw, Francis Thompson, Coventry Patmore và Gerald Manley Hopkins. Các nhà nghiên cứu có John Henry Newman, G.K. Chesterton và Hilaire Belloc đều dành nhiều trang viết về Đức Maria. Nhiều bài thơ đã được phổ thành nhạc như bài "Gloriosa Domina" (Bà chúa vinh quang). Dù thuộc quốc gia nào nhưng các tác giả cũng đều cho thấy niềm tin vào Đức Maria đã ảnh hưởng tốt đẹp trên đời sống và văn chương Tây phương.
Ở Việt Nam, Hàn Mạc Tử có bài thơ Ave Maria ca ngợi Đức Maria là Đấng tinh tuyền thánh vẹn, nhiều phép lạ và đầy ơn phước.